# Busnago Volley Club 2009-2010
Questa voce raccoglie le informazioni riguardanti il Busnago Volley Club nelle competizioni ufficiali della stagione 2009-2010.

## Organigramma societario
Area direttiva
- Presidente: Stefano Galbusera

Area tecnica
- Allenatore: Davide Delmati
- Allenatore in seconda: Alberto Pozzi
- Assistente allenatore: Davide Valagussa
- Scout man: Andrea Tentorio

Area sanitaria
- Medico: Bernardo Lamari
- Fisioterapista: Marco Candiloro

## Rosa
| N° | Nome              | Ruolo | Data di nascita   | Nazionalità sportiva |
| -- | ----------------- | ----- | ----------------- | -------------------- |
| 1  | Benedetta Bruno   | C     | 18 settembre 1984 | Italia               |
| 3  | Francesca Fasoli  | C     | 29 marzo 1982     | Italia               |
| 5  | Ester Franco      | S     | 14 luglio 1979    | Italia               |
| 6  | Chiara Grandi     | P     | 17 febbraio 1981  | Italia               |
| 7  | Alessia Ghilardi  | L     | 5 maggio 1979     | Italia               |
| 8  | Ilaria Brognoli   | S     | 22 agosto 1980    | Italia               |
| 9  | Silvia Missaglia  | C     | 14 dicembre 1987  | Italia               |
| 9  | Sara Stucchi      | C     | 8 marzo 1994      | Italia               |
| 10 | Marika Bonetti    | S     | 29 febbraio 1984  | Italia               |
| 13 | Irene Padua       | S     | 19 febbraio 1989  | Italia               |
| 14 | Elena Guidi       | P     | 24 marzo 1989     | Italia               |
| 15 | Lara Paris        | L     | 20 gennaio 1984   | Italia               |
| 18 | Soraia Dos Santos | S     | 13 gennaio 1984   | Brasile              |